# Иосиф (Соколов)
Епископ Иосиф (в миру Никодим Андреевич Соколов; 24 октября 1835, Волковичи, Тульская губерния — 26 марта 1902, Санкт-Петербург) — епископ Русской православной церкви, епископ Михайловский, викарий Рязанской епархии, духовный писатель.

## Биография
Родился 24 октября 1835 года в селе Волковичи (ныне — в Заокском районе Тульской области) в семье священника.
Первоначальное религиозно-нравственное образование он получил дома, затем поступил в Тульское духовное училище, откуда перешёл в Тульскую духовную семинарию, которую окончил в 1858 году со званием действительного студента. Поправив своё здоровье, в следующем году он поступил в Киевскую духовную академию, которую со степенью кандидата богословия окончил в 1863 году.
В январе 1864 года началось служение Никодима Соколова на духовно-преподавательском поприще. Он был назначен преподавателем греческого языка и гражданской истории Волынской духовной семинарии. Два с половиною года спустя, в июле 1866 года, его перевели штатным учителем русского языка и русской словесности, а также истории и географии России и Польши в Радомскую женскую гимназию. Перевод объяснялся стремлением начальства «укрепить русское дело в только что замиренном после польского мятежа крае» лучшими воспитанниками духовных академий. От них требовалось усиление русского националистического аспекта в преподавании с целью дальнейшей русификации исторических польских земель.
В июле 1867 года Никодим Соколов был посвящён в сан священника и назначен законоучителем Сувалкских мужской и женской гимназий, а также блюстителем и законоучителем начального духовного училища в городе Сувалках.
В августе 1872 года отца Никодима переместили в город Ченстохова, настоятелем только что построенной Кирилло-Мефодиевской церкви с одновременным поручением должности законоучителя местной мужской прогимназии, блюстителем и законоучителем начального духовного училища.
В Ченстохове в 1873 году у иерея Никодима Соколова умерла жена, и он добился своего перевода в Вильно. В январе 1878 года он был определён законоучителем Виленских мужской гимназии и Учительского института и настоятелем Кирилло-Мефодиевской церкви при виленских учебных заведениях.
Летом 1885 года вдовый священник Никодим Соколов принял монашество с именем Иосиф. Определением Святейшего Синода он сразу же был возведён в сан архимандрита и назначен настоятелем Виленского Троицкого монастыря. С 11 августа 1885 года архимандриту Иосифу поручено ректорство в Виленской духовной семинарии.
17 ноября 1891 года архимандриту Иосифу высочайше повелено быть епископом Брестским (с резиденцией в Гродно), вторым викарием Литовской епархии.
15 декабря 1891 года хиротонисан во епископа Брестского, викария Литовской епархии.
С 24 мая 1897 года — епископ Острогожский, викарий Воронежской епархии, настоятель Алексиевского Акатова монастыря. В город он прибыл 10 июля 1897 года. Его сослужение епископу Анастасию длилось два с половиною года. Иосифу были поручены обычные для викария должности: председателя епархиального училищного совета (с 17 июля 1897 года), председателя совета братства святителей Митрофана и Тихона, председателя Воронежского комитета Православного миссионерского общества, товарища председателя Воронежского отдела Палестинского общества (с 17 декабря 1898 года). 27 сентября 1897 года он освятил церковь во имя Митрофана Воронежского в здании исправительных арестантских рот на Онуфриевской улице.
Епископ Иосиф развернул активную деятельность по благоустройству Акатова монастыря. На свои средства он устроил под колокольней домовую церковь во имя преподобного Сергия Радонежского и соединил её с настоятельскими покоями. В этой церкви впервые в Воронежской епархии был сделан басменный (металлический) иконостас.
С 31 января 1900 года — епископ Михайловский, викарий Рязанской епархии. 25 февраля 1900 года он отбыл из Воронежа в Рязань через Задонск, чтобы напоследок поклониться мощам святителя Тихона. Газеты отмечали, что по свойственной епископу скромности он стремился избежать торжественных проводов и потому выехал из города неожиданно для всех.
Епископ Иосиф заявил о себе научно-литературными трудами по истории православия в Западном крае. Его краткое пребывание в Воронеже не дало возможности заняться и здесь разработкой истории церкви, хотя почётным членом Воронежской учёной архивной комиссии он состоял. Находясь в Рязани, он содействовал краеведу Н. И. Поликарпову в разыскании в духовной консистории и копировании окладных книг Рязанской митрополии за 1676 год, где содержались материалы о Воронежском уезде.
Скончался 26 марта 1902 года в Петербурге, где находился на лечении. Погребён в Исидоровской церкви Александро-Невской Лавры.

## Сочинения
- Виленский православный некрополь Архимандрита, ныне епископа Иосифа. Вильна, 1892. VI, 422 с;
- Гродненский православно-церковный календарь или православие в Брестско-Гродненской земле в конце XIX в. Т. 1-2. Изд. 2-е. Воронеж, 1899. Т. 1. 456 с.; Т. 2. 457 с.;
- Островоротная или Остробрамская иконы Богородицы в Вильно. Историческое исследование. Изд. 2-е, испр. и доп. Вильна, 1890. VI, 664, ССХХVI с.;
- Частоховская или Ченстоховская чудотворная икона Богородицы в г. Ченстохове или Частохове. Описание иконы и места нахождения её, со снимком её изображения. Гродно, 1895. 71 с.